# Běstviny
Běstviny (německy Biestwin) jsou malá vesnice, část města Dobruška v okrese Rychnov nad Kněžnou. Nachází se asi 3,5 kilometru severně od Dobrušky. Prochází zde silnice I/14. Běstviny jsou také název katastrálního území o rozloze 3,65 km².

## Historie
První písemná zmínka o vesnici pochází z roku 1361.

## Obyvatelstvo
| Rok            | 1869 | 1880 | 1890 | 1900 | 1910 | 1921 | 1930 | 1950 | 1961 | 1970 | 1980 | 1991 | 2001 | 2011 | 2021 |
| -------------- | ---- | ---- | ---- | ---- | ---- | ---- | ---- | ---- | ---- | ---- | ---- | ---- | ---- | ---- | ---- |
| Počet obyvatel | 206  | 200  | 206  | 183  | 187  | 194  | 157  | 117  | 99   | 91   | 72   | 68   | 64   | 74   | 66   |
| Počet domů     | 30   | 32   | 33   | 40   | 37   | 39   | 38   | 40   | 40   | 30   | 27   | 31   | 32   | 31   | 34   |

## Obecní správa
Při sčítání lidu v letech 1869–1950 Běstviny byly samostatnou obcí, se kterým patřil nejprve do okresu Nové Město, ale v letech 1880–1930 v okrese Nové Město nad Metují a v roce 1950 v okrese Dobruška. Od roku 1960 jsou částí města Dobruška v okrese Rychnov nad Kněžnou.

## Galerie

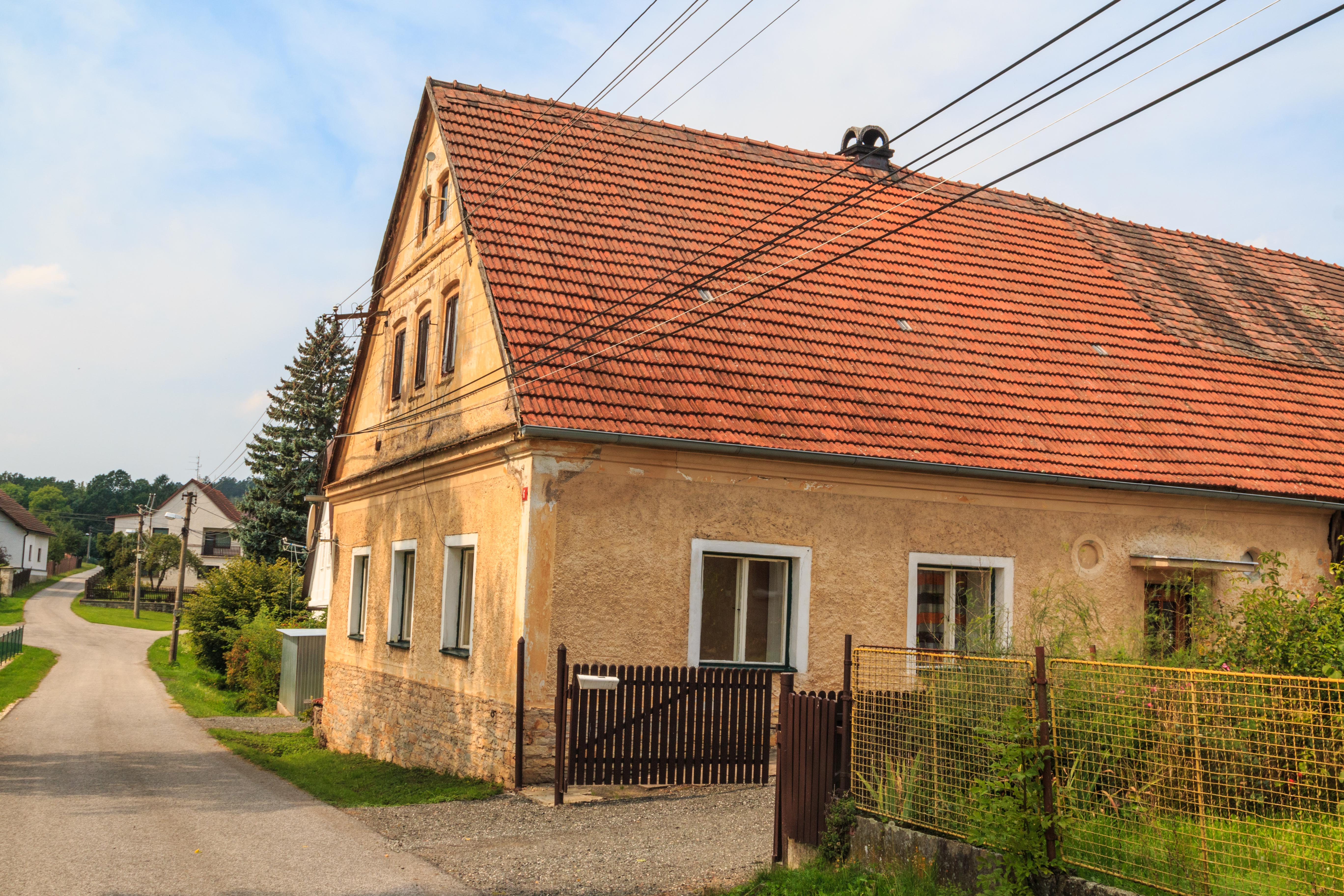
Dům čp. 7
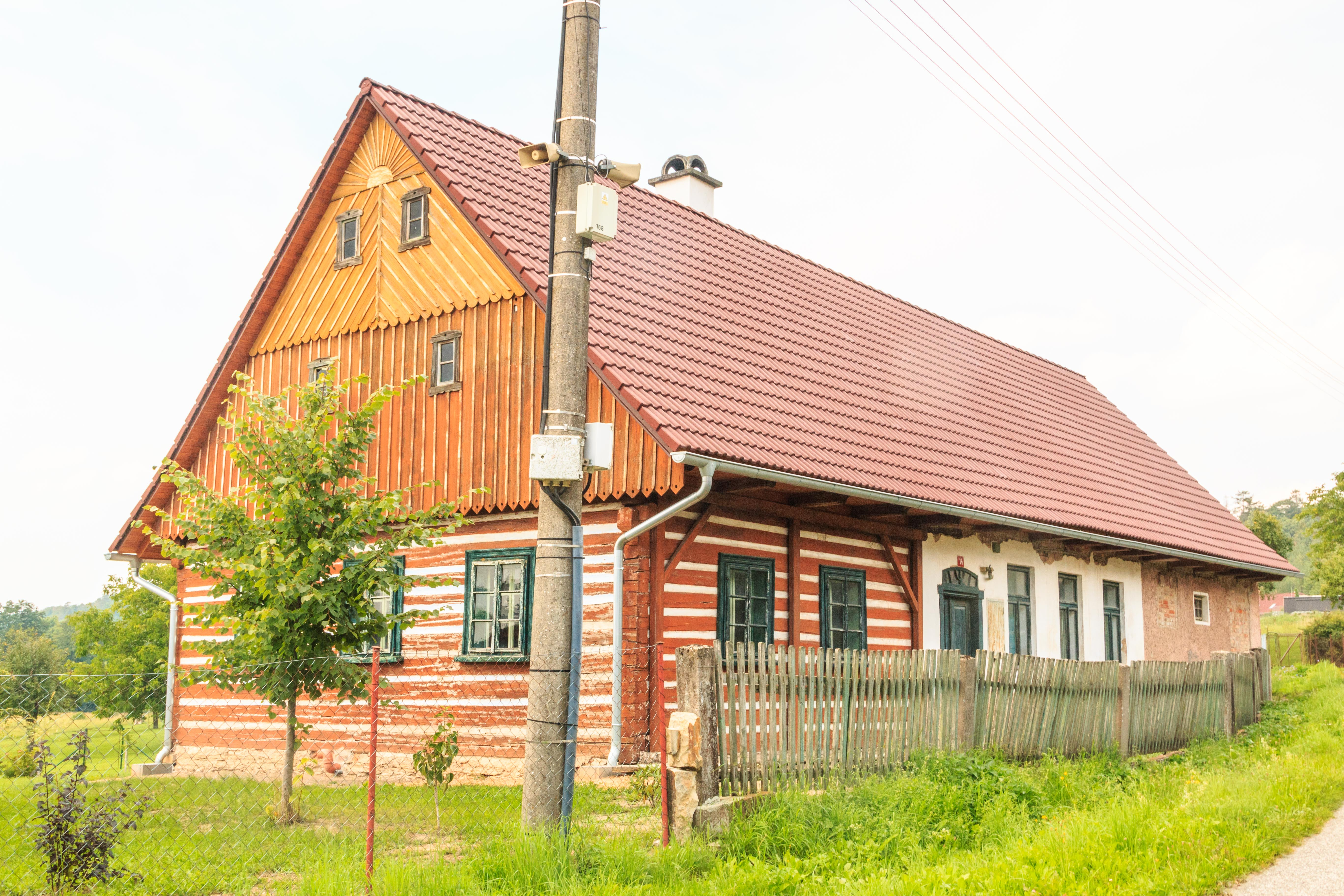
Dům čp. 14
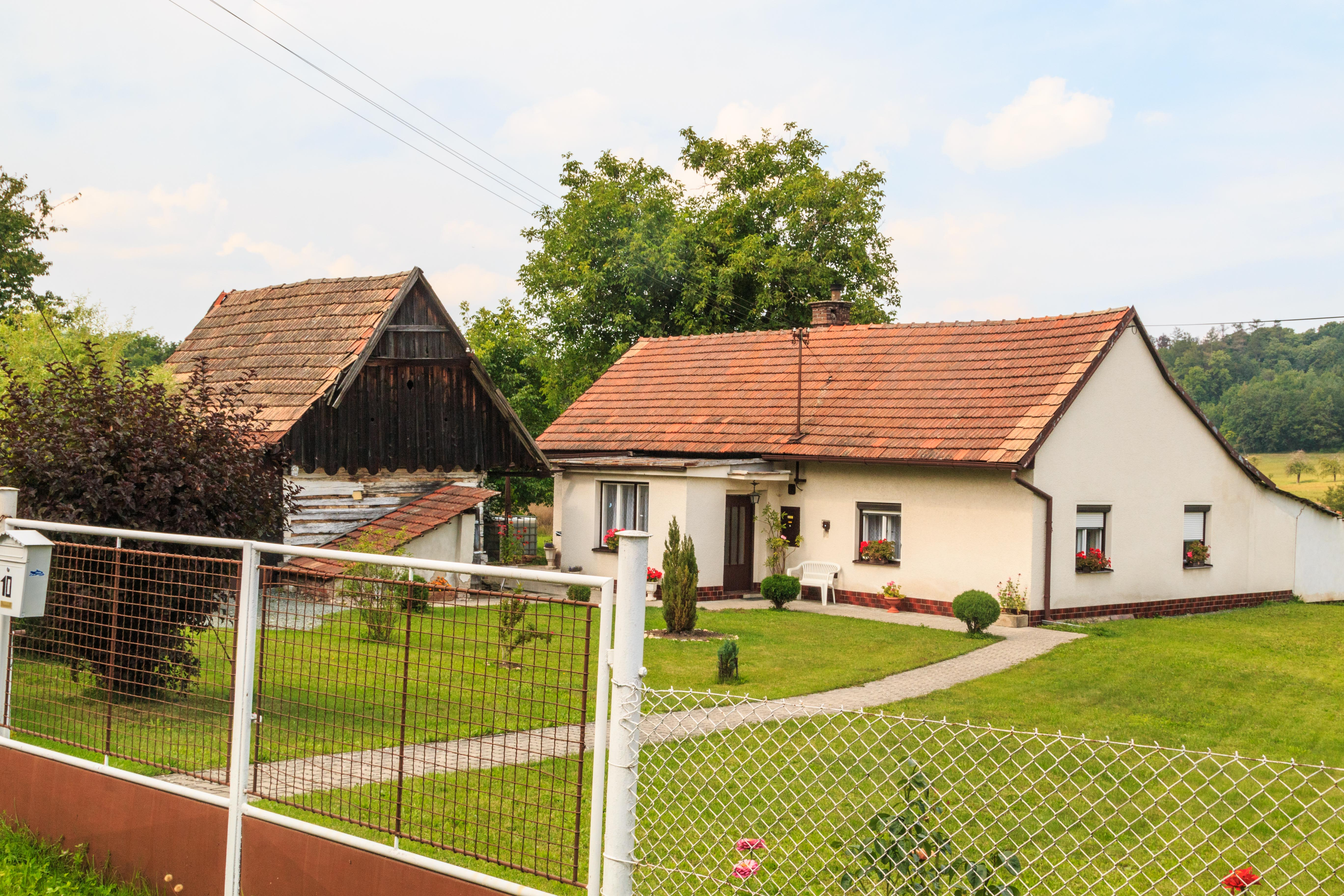
Dům čp. 12
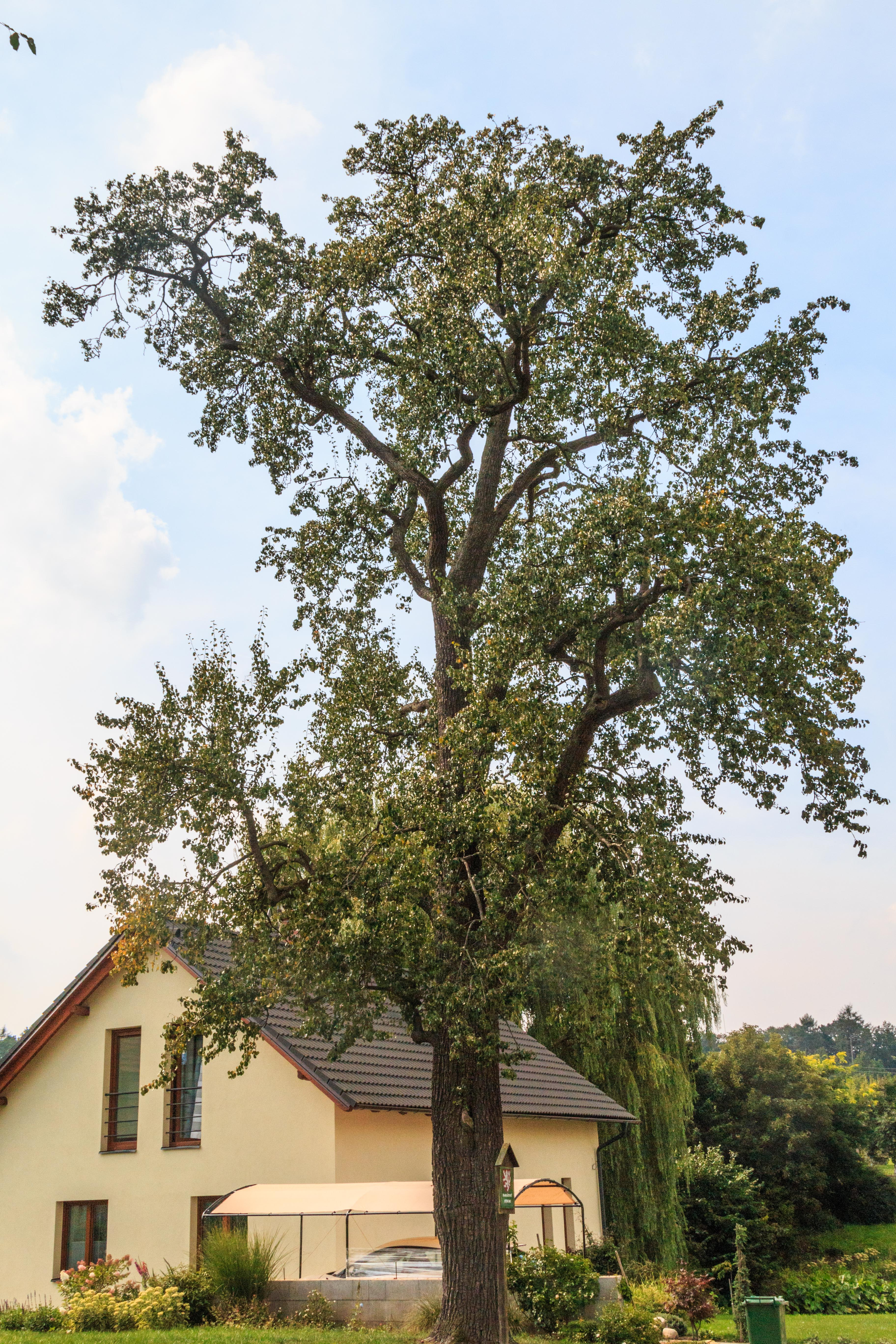
Památná hrušeň